# Recurvidris recurvispinosa

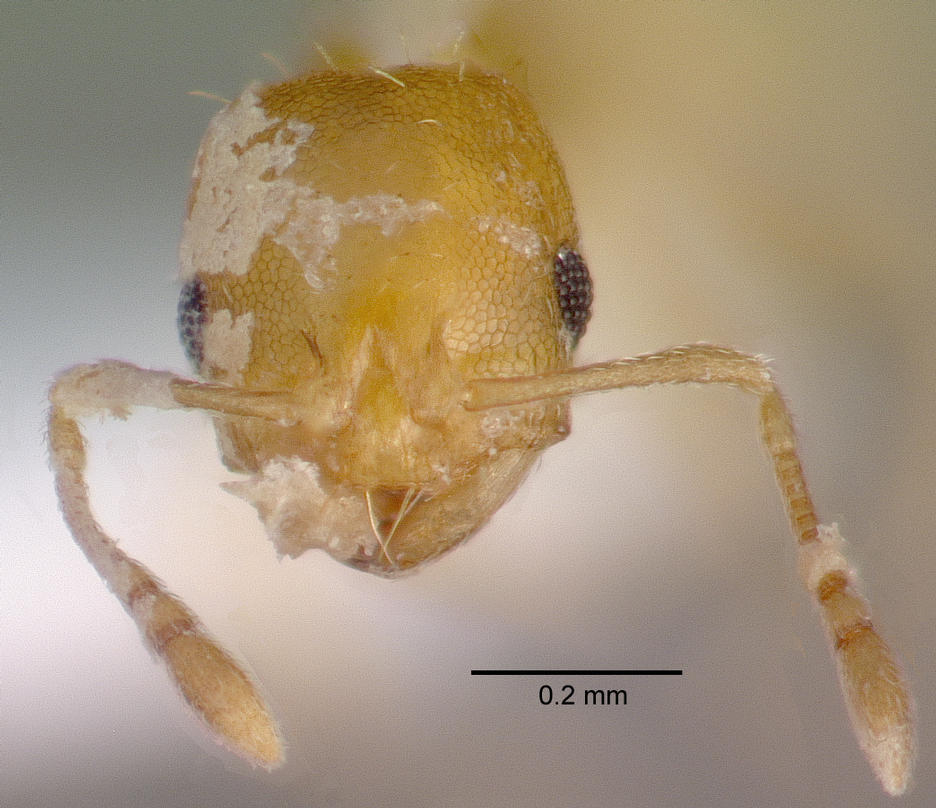

Recurvidris recurvispinosa (лат.) — вид мелких муравьёв рода Recurvidris из подсемейства мирмицины. Эндемики Юго-Восточной Азии.

## Распространение
Юго-Восточная Азия: Индия, Непал, Таиланд, Китай и Япония.

## Описание
Муравьи мелкого размера (1,5 — 1,9 мм), жёлтого или желтовато-коричневого цвета. Ширина головы от 0,36 до 0,40 мм (длина головы от 0,40 до 0,48 мм), длина скапуса усика от 0,30 до 0,36 мм. Усики 11-члениковые, булава 3-члениковая. Жвалы треугольные, с 4-5 зубцами. Нижнечелюстные щупики 4-члениковые, нижнегубные щупики состоят из 3 сегментов. Усиковые бороздки и лобные валики отсутствуют. Грудка тонка и длинная. Заднегрудка с двумя длинными проподеальными шипиками, загнутыми вверх и вперёд. Стебелёк между грудкой и брюшком состоит из двух члеников: петиолюса и постпетиолюса (последний четко отделен от брюшка), жало развито, куколки голые (без кокона).
Таксон был впервые описан в 1890 году швейцарским мирмекологом Огюстом Форелем под первоначальным названием Trigonogaster recurvispinosus Forel, 1890.